# Joseph Denais
Pour le député de la Seine (1877-1960), voir Joseph Denais (homme politique).
Joseph Denais, né le 21 octobre 1851 à Beaufort-en-Vallée (Maine-et-Loire) et mort le 20 octobre 1916 dans la même commune, est un journaliste catholique et un collectionneur français.

## Biographie
Né à Beaufort le 21 octobre 1851, Joseph-Rémi Denais est le fils d'Henriette-Marie Safflet et de Joseph Denais, perruquier. Son frère aîné, Paul-Marie-Joseph Denais (1846-1930), notaire à Savenay, avocat, est le père de l'homme politique Joseph Denais.

### Le journaliste
Dès l'âge de 17 ans, Joseph Denais commence sa carrière de journaliste en collaborant à L'Union de l'Ouest et au Répertoire archéologique de l'Anjou. Il se prépare à entrer à l'École des chartes[réf. souhaitée] quand Mgr Freppel le convainc de prendre la direction de L'Echo de l'Ouest. En 1873, il devient rédacteur en chef de L’Écho du Velay et participe aux Tablettes historiques du Velay.
En 1876, Mgr Félix Dupanloup l'appelle à Paris pour qu'il participe à la création du journal La Défense dont il deviendra le directeur. Il y collabore sous le pseudonyme de J. Hairdet.
En 1882, le pape Léon XIII l'appelle à Rome pour établir avec lui les bases du ralliement des partis catholiques à la République française.
De retour en France, il épouse en décembre 1886 Mlle Lucie Dubois de la Rüe.
Peu après, il fonde L'Observateur français, journal proche des vues du souverain pontife. Mais des luttes d'influence le forcent à abandonner ce journal et à se détourner de la politique. Il continuera de collaborer sous divers pseudonymes, à de nombreux journaux parisiens de droite et à des publications de sociétés savantes.
En 1894, il est élu secrétaire de l’Association des Journalistes Parisiens.

### Le collectionneur
Joseph Denais aurait commencé à collectionner à l’âge de 15 ans lorsqu’un camarade de classe lui donne une pièce que la marchande de marrons lui avait refusée. Joseph Denais découvre alors qu’il s’agit d’une pièce romaine à l’effigie de Néron (Ier siècle) et c’est ainsi que débute sa passion pour l’histoire de sa « petite patrie ». À l’âge de 20 ans, il publie une histoire de l’Hôtel-Dieu de Beaufort-en-Vallée, premier ouvrage d’une longue série consacrée à l’histoire angevine. 
Son poste de secrétaire de l'Association des Journalistes Parisiens lui permet de voyager à travers l’Europe et de solliciter amis et relations, peintres et sculpteurs pour enrichir ses collections personnelles.
En 1895, Joseph Denais fait don de ses collections à la mairie de Beaufort-en-Vallée. La ville cherche alors un lieu pour exposer les œuvres. 
La construction du musée au premier étage du bâtiment de la Caisse d’Épargne débute en 1898. Le musée ouvre ses portes au public en 1905. 
Joseph Denais meurt en 1916 à Beaufort-en-Vallée, en laissant derrière lui un musée qui accueille alors plus de 3500 œuvres. Son épouse Lucie puis sa fille Marie-Joseph perpétueront et enrichiront son œuvre.

### Joseph Denais et la franc-maçonnerie
Journaliste et collectionneur, Joseph Denais s’est intéressé aussi bien à l’histoire de sa petite ville natale qu’aux grandes questions de son temps. C’est précisément cette ouverture d’esprit qui lui a permis de continuer l’œuvre de son ami, l’abbé Paul Fesch, à savoir l’édition de sa Bibliographie de la franc-maçonnerie et des sociétés secrètes, à la mort de celui-ci en 1910.
Paul Fesch et Joseph Denais sont sans conteste des hommes de droite et de fervents catholiques : ils ont écrit tous deux des articles virulents contre la franc-maçonnerie. Malgré tout, mettant de côté l’esprit partisan, et peut-être aussi parce qu’on ne combat bien que ce que l’on connaît bien, ces deux hommes ont écrit une bibliographie qui rassemble aussi bien des livres favorables que des publications opposées à la franc-maçonnerie. C’est dire l’intérêt d’un tel ouvrage qui demeura cependant inachevé (seuls deux premiers fascicules ont été édités en 1912 et 1913, soit les lettres A à C) jusqu’à ce qu’un éditeur belge, Georges A. Deny, imprime la première version, celle de Fesch, en fac-similé en 1976. La version de Denais était réputée perdue.
Denais est mort en 1916 sans avoir pu achever la publication de la Bibliographie de la franc-maçonnerie. Pourtant, tout était prêt dans ses archives, des archives que sa fille Marie-Joseph a données entre 1931 et 1959 à la bibliothèque de la fondation Dosne-Thiers avec la partie de la bibliothèque paternelle (plus d'un millier de livres et de brochures) qui avait trait à la franc-maçonnerie.

## Œuvres
- Histoire de l'Hôtel-Dieu de Beaufort-en-Vallée (1412-1810). Paris, Librairie archéologique Didron ; Angers : impr. Lachèse et Cie, 1871.
- Le Pape des Halles, René Benoist, évêque nommé de Troyes.... Paris, Techener ; Angers : impr. Barassé, 1872.
- Les Victimes de Quiberon, liste nominative dressée par le général Lemoine et publiée par M. Joseph Denais. Paris : Bachelin-Deflorenne, 1873.
- L'Abbaye de Chaloché, au diocèse d'Angers, 1119 à 1790. Angers, Barassé, 1873.
- Monographie de Notre-Dame de Beaufort-en-Vallée, église et paroisse. Paris, Dumoulin, s.d. [1872-1873].
- Recherches historiques sur le collège du Puy-en-Velay (1570-1791). Paris, Dumoulin, 1876.
- Mgr Dupanloup : biographie et souvenirs, par J. Hairdet. Paris, Bray et Retaux, s.d. [1878].
- Le Parti de la Liguidation sociale, son but, son organisation, ses progrès depuis la Commune de Paris, par J. Hairdet. Paris et Bruxelles : Palmé, 1880.
- Le Baron de Koenig, par Jacques de Fontenelle. Paris, Blériot, 1881.
- La Situation du Pape et le dernier mot de la question romaine. Paris, Plon, 1881.
- La Franc-maçonnerie, son secret, ses aveux. Paris, Palmé, 1884.
- Armorial général de l'Anjou d'après les titres et les manuscrits de la Bibliothèque nationale, des bibliothèques d'Angers, d'Orléans, de la Flèche, etc. 3 vol., Angers, Germain et Grassin, 1885.
- Un musicien du XVIe siècle : Jehan Chardavoine, de Beaufort en Anjou, et le premier recueil imprimé de chansons populaires en 1575-1576, Paris, Techener, 1889.
- Un émule de Clément Marot : les poésies de Germain Colin Bucher[2]., angevin, secrétaire du Grand Maître de Malte. Paris : Techener, 1890.
- Le Tombeau du roi René à la cathédrale d'Angers (1444-1891). Angers : Lachèse, 1892.
- Les Turcs sont-ils fanatiques ? (extrait de La Nouvelle Revue). Paris, aux bureaux de la Nouvelle Revue, 1897.
- Histoire et description de la cathédrale d'Angers. Paris : Plon, s.d. [1899].
- Monographie de la Cathédrale d'Angers (Monuments, sculptures, trésor, tapisseries, vitraux, etc.), Paris, Laurens, 1899.
- Catalogue illustré du Musée de Beaufort... publié sous les auspices du Conseil municipal par M. Joseph Denais, fondateur et conservateur du Musée... Angers : Germain et Grassin, s.d. [1908].
- La Turquie nouvelle et l'Ancien Régime. Conférence faite à Paris à l'Athénée St-Germain le 17 nov. 1908. Revue de l'Anjou 1909, t. LVIII, p. 135.
- Obsèques de M. l'abbé Paul Fesch, né à Clermont (Oise) en 1858, décédé à Paris le 11 mai 1910. Paroles prononcées sur sa tombe par M. Joseph Denais. s.l.n.d. [Angers : G. Grassin, 1910].
- Le Portefeuille d'un curieux. Notes et documents sur l'histoire, la littérature et l'archéologie angevine, Angers, Grassin, 1913.
- Bibliographie de la Franc-maçonnerie et des Sociétés secrètes, imprimés et manuscrits langue française et langue latine, avec Paul Fesch et René Lay. Paris : Société bibliographique, 1er fascicule de A à Cérémonie : 1912 ; 2e fascicule de Cérémonie à Compte rendu : 1913.
- Deuil de Mère. La grande Guerre. Pour la Patrie. Pour la Justice par Jacques de Fontenelle. Paris, Henri Leclerc, 1915.